# Atto di moto
L'atto di moto di un sistema costituito da più corpi o particelle (ad esempio un sistema di punti materiali) è un campo vettoriale che ad ogni elemento del sistema ne associa la sua velocità.
Per un sistema di {\displaystyle N} particelle localizzate nei punti {\displaystyle \mathbf {s} _{i}\in \mathbb {R} ^{3}}, l'atto di moto associa una velocità {\displaystyle \mathbf {v} _{i}\in \mathbb {R} ^{3}} per ogni particella {\displaystyle i}:
{\displaystyle \mathbf {s} _{i}\rightarrow \mathbf {v} _{i}}.
L'atto di moto associa invece una velocità {\displaystyle v(x)} ad ogni punto {\displaystyle x} di un corpo o di un fluido. L'atto di moto è diverso in generale dalla velocità del sistema o del corpo considerato globalmente, in quanto è possibile che parti diverse di uno stesso corpo abbiano differenti velocità.